# Debby Roukens
Debby Roukens (4 november 1972) is een Nederlandse journaliste, radio- en televisiepresentatrice, die werkte voor Omroep West.

## Biografie
Na haar middelbareschoolopleiding studeerde Debby Roukens Radiojournalistiek aan de Academie voor de Journalistiek in Tilburg. Hierna volgde zij een opleiding Maatschappijgeschiedenis aan de Erasmus universiteit in Rotterdam. Haar media-carrière begon zij als nieuwslezer bij Radio FM Den Haag, waarnaast zij tevens presentatiewerk verrichtte voor RTV Rijnmond. 
In 2000 trad zij in dienst bij Omroep West als presentatrice van radio- en televisieprogramma's. Aanvankelijk presenteerde zij het TV West Nieuws, maar maakte later de overstap naar Radio West. Buiten deze werkzaamheden is zij ook actief als presentatrice voor evenementen.
In 2016 maakte Roukens een statement door als boegbeeld van Omroep West haar ontslag aan te bieden als protest tegen de in haar ogen onredelijke salarisverhoging van Omroep West-directeur Gerard Milo.
Omdat het belang van Omroep West in het geding kwam, besloot Milo een deel van de salarisverhoging in te leveren, waardoor Roukens op haar besluit terugkwam.
In juni 2018 kondigde zij aan op 31 augustus van dat jaar met haar activiteiten voor Omroep West te stoppen.
Roukens werkt op dit moment voor 4EVER49RADIO.

## Onderscheiding
In 2017 ontving zij de Vrouw in de Media Award voor Zuid-Holland.

## Programma’s
- Tijd voor Nostalgie
- Debby en haar mannen
- SuperDebby
- PrinsjesHatwalk
- Debby draait door (DDD)